# Juan de Sahagún

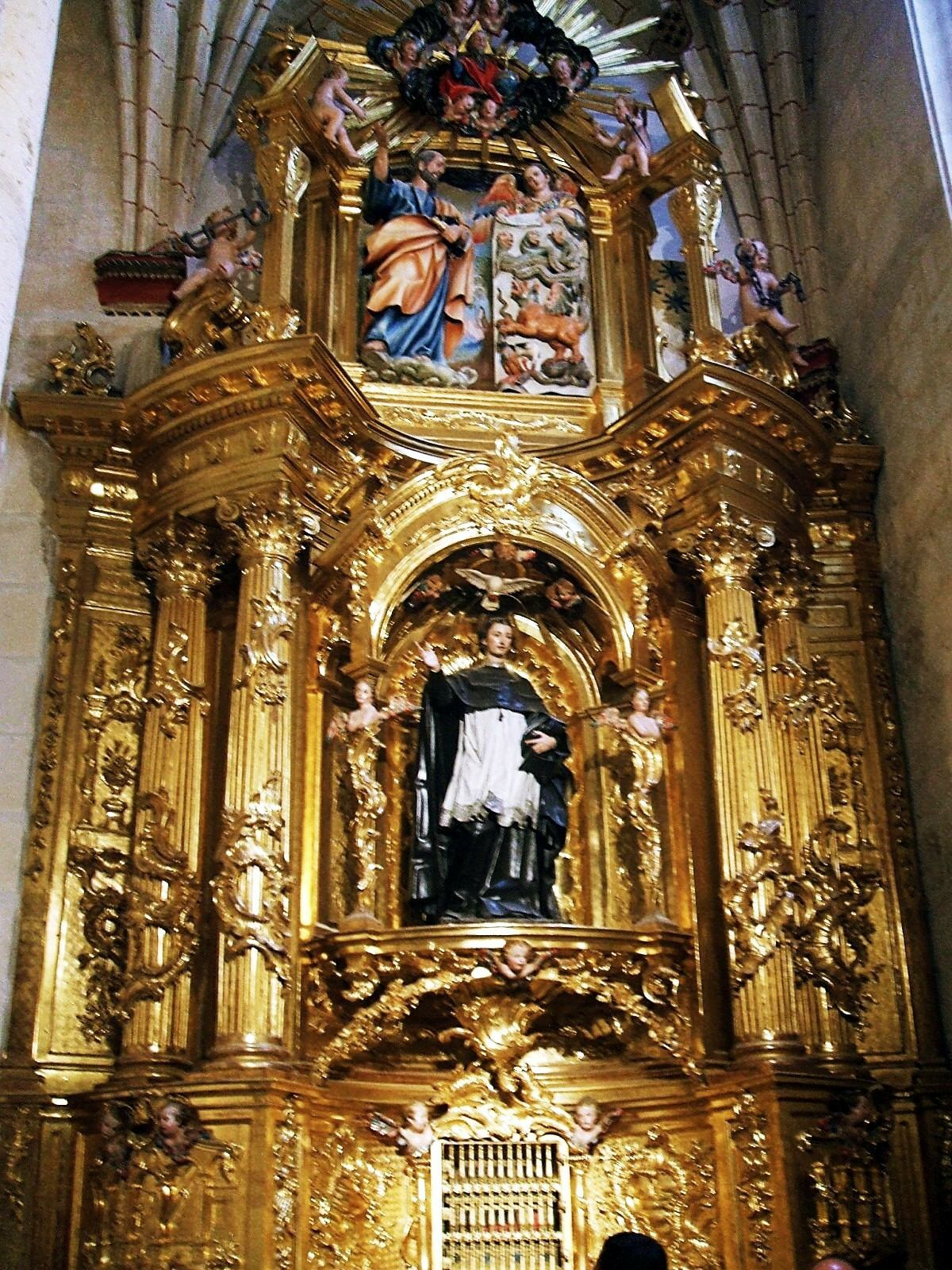
Retablo rococó de la Capilla de San Juan de Sahagún en la catedral de Burgos en la que se representa al santo con el traje capitular burgalés.

San Juan de Sahagún, O.S.A. (Sahagún, 24 de junio de 1430 - Salamanca, 11 de junio de 1479), fue un sacerdote y eremita agustino español, canonizado por la Iglesia católica.

## Biografía
Su nombre de pila era Juan González del Castillo. Era hijo mayor, de siete hermanos, de Juan González del Castrillo  y Sancha Martínez, un matrimonio pudiente. Hizo sus primeros estudios en el Monasterio de San Benito de Sahagún. Después de hacer la tonsura, primero de los grados clericales, se ganó la protección del obispo de Burgos Alfonso de Cartagena, quien supervisó su educación en la ciudad de Burgos y le nombró secretario canónigo de la catedral de Burgos.

## Vida en Salamanca
Tras ser colegial del Colegio Mayor de San Bartolomé, se hizo fraile agustino en el convento que esta Orden tenía en Salamanca. 
Fue conocido por su intervención en la vida de la ciudad y su mayor logro fue conseguir apaciguar la querella que enfrentaba a dos bandos de familias nobles que durante cuarenta años disputaban en Salamanca, con muertes violentas por ambas partes. (La Plaza de los Bandos de Salamanca conmemora estos hechos).
De él se recuerdan en Salamanca dos milagros: cuentan las crónicas que un niño se cayó a un pozo profundo, pero Juan echó su cíngulo, que llegó hasta donde el niño pudo tomarlo. Entonces el santo hizo subir el nivel del agua hasta que el niño llegó a la superficie. El  milagro se recuerda en la calle donde ocurrió con el nombre de la calle: Pozo Amarillo. El otro milagro dice que un toro bravo se había escapado por las calles de Salamanca sembrando el terror. Juan le detuvo y amansó diciéndole: "Tente, necio". La calle donde esto ocurrió tiene ahora el nombre de Tentenecio.
Se dice de él, que con sus oraciones libró a Salamanca de la peste del tifus negro.
Murió de forma violenta. Se dice que un comendador de la ciudad tenía una amante. Al escuchar los sermones de Juan de Sahagún en la iglesia de San Blas, decidió apartarse de su querida, quien despechada amenazó con quitar la vida de San Juan antes de que finalizara el año. Unos dicen que mandó envenenar la comida del santo. Otros, que contrató a un sicario para que lo apuñalase con un estilete untado en ponzoña. Sea como fuere pereció emponzoñado a los 50 años.
Sus restos están enterrados ahora en la Catedral Nueva de Salamanca, aunque hay reliquias suyas en Sahagún y en varios otros lugares del mundo.

## Canonización
Fue beatificado por el papa Clemente VIII en 1601. Fue canonizado por el papa Alejandro VIII en 1691 y su festividad se conmemora el 12 de junio. Es el patrón tanto de la villa de Sahagún como de Salamanca. Es el patrón de Salamanca desde 1868 y de su ciudad natal Sahagún que le da el sobrenombre.
San Juan de Sahagún es también el patrón de la ciudad colombiana de Sahagún.

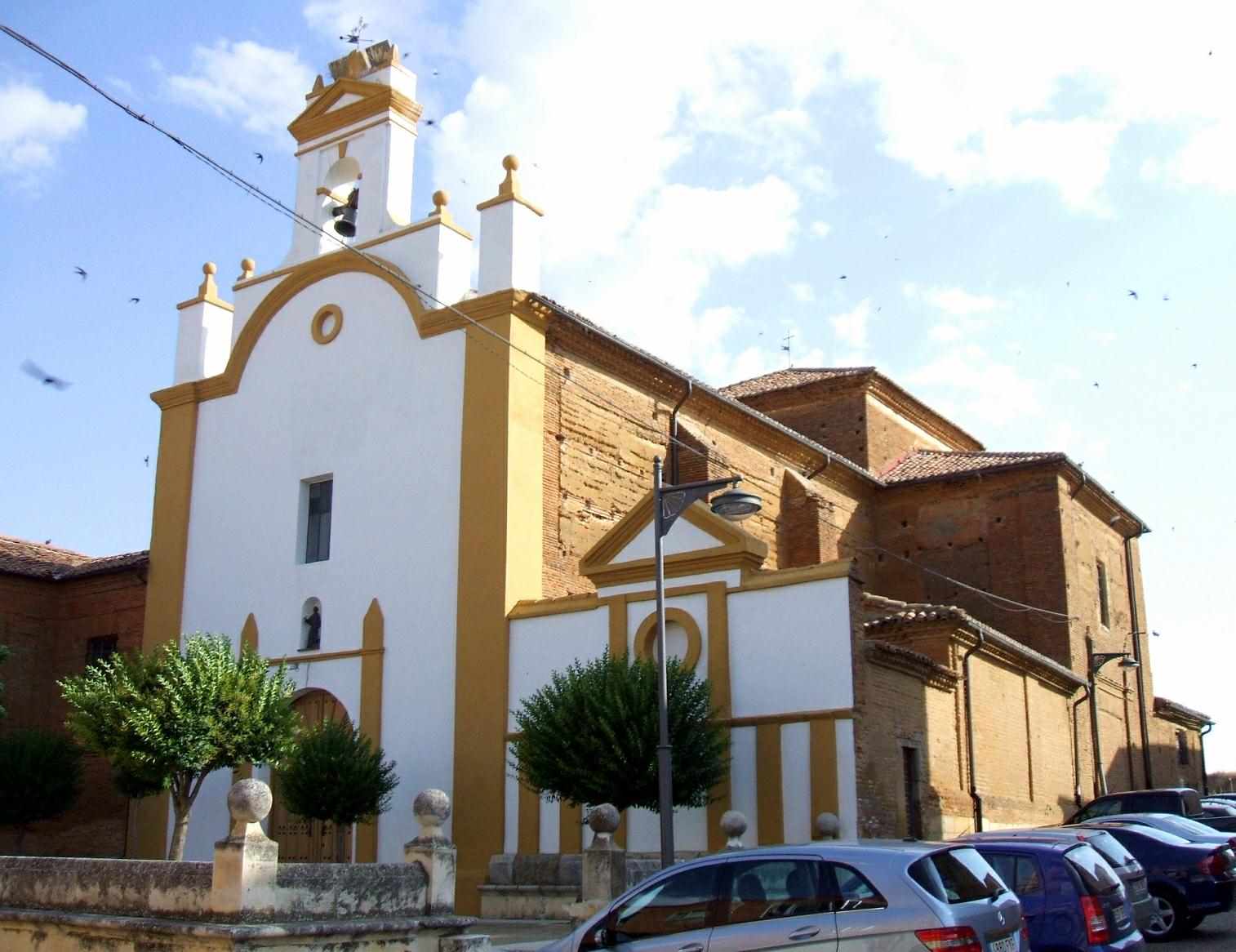
Vista general de la Iglesia de San Juan de Sahagún, en Sahagún.

## Biografía
El obispo de Salamanca entre  1885 y 1904 Tomás Cámara y Castro publicó en 1891 una biografía sobre San Juan de Sahagún llamada Vida de san Juan de Sahagún del Orden de San Agustín, patrono de Salamanca (Salamanca. Imprenta Calatrava. 1891).

## Enlaces relacionados
- La Iglesia de San Juan de Sahagún en Sahagún está construida en el lugar de la casa familiar. A su lado se encuentra la sede de la Hermandad de San Juan de Sahagún.
- En la Catedral de Burgos existe una capilla dedicada a San Juan de Sahagún.
- En Salamanca se encuentra cerca de la Plaza Mayor la Iglesia de San Juan de Sahagún.